# Schlechteria
Schlechteria é um género botânico pertencente à família Brassicaceae.